# Ersa (satèl·lit)
Ersa, també conegut com a Júpiter LXXI (designació provisional S/2018 J 1), és un satèl·lit natural de Júpiter. Fou descobert per Scott S. Sheppard i el seu equip el 2018, i el seu descobriment fou anunciat el 17 de juliol del mateix any mitjançant la Minor Planet Electronic Circular del Minor Planet Center. Té aproximadament 3 quilòmetres de diàmetre i orbita a uns 11.483.000 quilòmetres amb una inclinació d'uns 30,61.< Pertany al grup d'Himalia.